# Dean Palmer
Dean William Palmer (Tallahassee, Florida, 27 de diciembre de 1968), más conocido como Dean Palmer, es un exjugador profesional estadounidense de béisbol que se desempeñó en la posición de tercera base en las Grandes Ligas de Béisbol (MLB). Logró obtener dos Bates de Plata.

## Carrera
Palmer jugó como profesional ocho temporadas en Texas Rangers (1989, 1991-1997), después pasó a Kansas City Royals (1997-1998), luego a Detroit Tigers, donde jugó cinco temporadas (1999-2003), y fue el equipo en el que se retiró.

## Premios
Fue galardonado con el Bate de Plata en dos oportunidades (1998 y 1999).